# غزوه سفوان
علت غزوه بدر اولی یا سفوان دستبردی بود که کرز بن جابر فهری به اطراف مدینه زد، و قسمتی از گله‌های مردم را غارت کرد. چون این حمله یک تجاوز سیاسی محسوب می‌شد، محمد پیامبر اسلام زید بن حارثه را در مدینه گماشت و تا محلی به نام سفوان که از نواحی بدر بود به تعقیب کرز بن جابر رفت، ولی او را نیافت و به مدینه بازگشت. در این جنگ علی بن ابیطالب پرچم دار سپاه اسلام بود. 